# Ланксааре
Ла́нкса́аре (эст. Lanksaare), ранее Ла́нгса́аре (эст. Langsaare) и Ля́тсре (эст. Lätsre)   — деревня в волости Саарде уезда Пярнумаа, Эстония.

## География и описание
Расположена в 18 км к юго-западу от волостного центра — города Килинги-Нымме, и в 41 км к югу от уездного центра — города Пярну. Высота над уровнем моря — 51 метр.
Климат умеренный. Официальный язык — эстонский. Почтовый индекс — 86104.

## Население
По данным переписи населения 2021 года, в Ланксааре насчитывалось 6 жителей, все — эстонцы.
По данным переписи населения 2011 года, в деревне проживали 11 человек, все — эстонцы.
Численность населения деревни Ланксааре по данным переписей населения:
| Год  | 1979 | 1989 | 2000 | 2011 | 2021 |
| ---- | ---- | ---- | ---- | ---- | ---- |
| Чел. | 73   | ↘ 57 | ↘ 35 | ↘ 11 | ↘ 6  |

## История
В письменных источниках 1839 года упоминается Langsaar (хутор). Деревня Ланксааре получило своё название от хутора и официально существует с 1977 года, когда к ней была присоединена деревня Уулута (эст. Uuluta). До этого центр Ланксааре назывался деревней Ару (эст. Aru), которая получила свой официальный статус в 1970 году.
Эстонский лингвист Пеэтер Пялль (Peeter Päll) отождествил топоним Ланксааре с деревней Летсаар (Letsaar), представленной в атласе Меллина 1797 года.

Памятник на братской могиле жертв фашистского террора в Ланксааре, 2005 год

В 1950 году на находящейся на территории деревни братской могиле 18-ти советских активистов, убитых фашистами в 1941 году (исторический памятник с 1997 до 2023 года), был установлен памятник с надписью «Слава павшим героям 1941—1945 [18 имён]». Рабочая группа по советским памятникам при Госканцелярии Эстонии в своём протоколе от 30 ноября 2022 года признала этот памятник «красным», т.  е. подлежащим демонтажу и замене на нейтральный с надписью «Жертвы Второй мировой войны» (см. Список советских военных памятников Эстонии).